# Lista de presidentes do Santos Futebol Clube
Aqui segue uma lista com todos os presidentes da história do Santos Futebol Clube.

## Presidentes

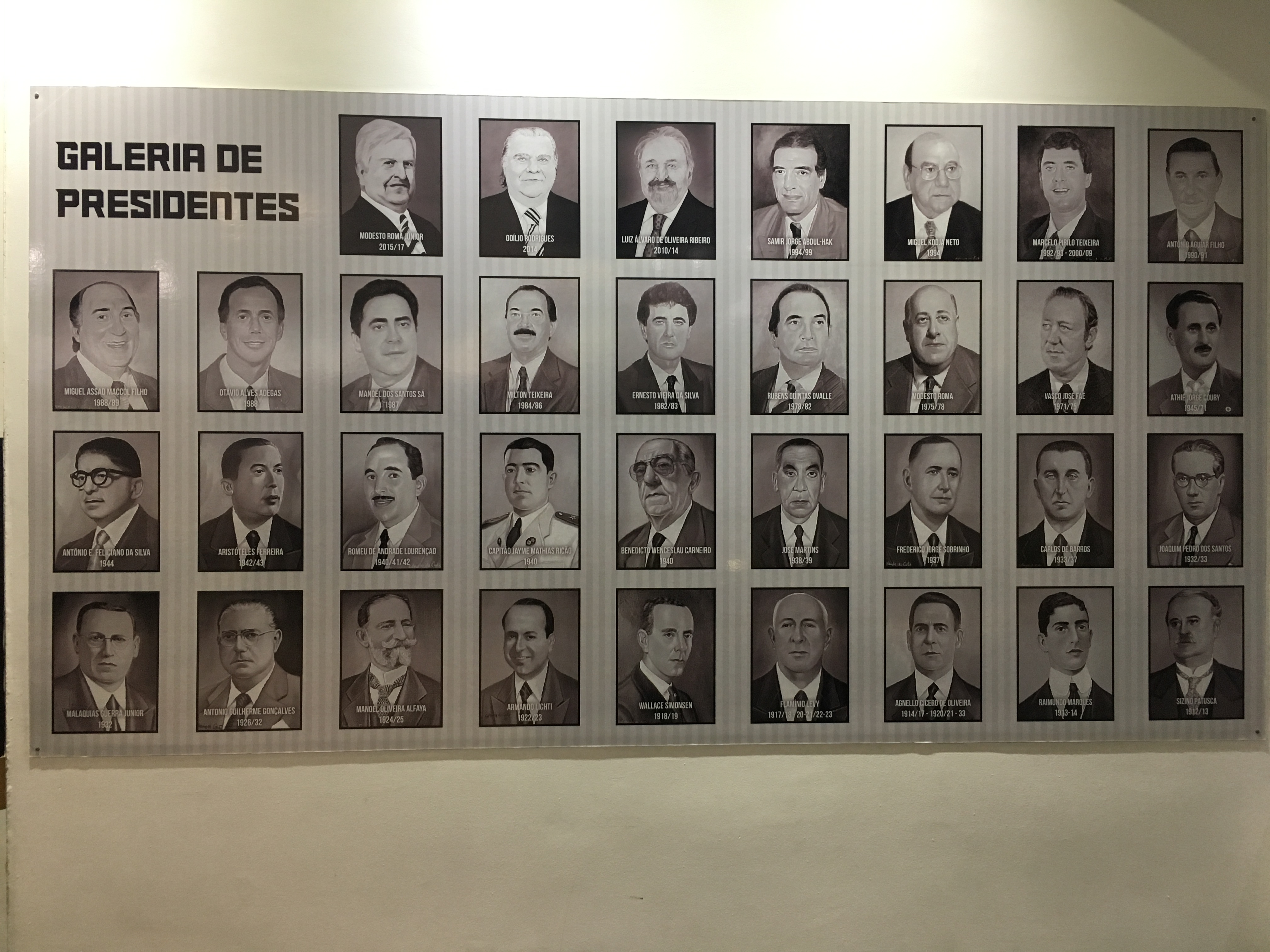
Galeria de Presidentes

| Presidente                          | Período   |
| Sizino Patusca                      | 1912–1913 |
| Raymundo Marques                    | 1913–1914 |
| Agnelo Cícero de Oliveira           | 1914–1917 |
| Flamínio Levy                       | 1917–1918 |
| Wallace Simonsen                    | 1918–1919 |
| Flamínio Levy                       | 1919–1920 |
| Agnelo Cícero de Oliveira           | 1920–1921 |
| Flamínio Levy                       | 1921–1922 |
| Armando Lichti                      | 1922–1923 |
| Flamínio Levy                       | 1923      |
| Manoel Oliveira Alfaya              | 1923–1925 |
| Antônio Guilherme Gonçalves         | 1925–1931 |
| Joaquim Pedro dos Santos            | 1931–1932 |
| Agnelo Cícero de Oliveira           | 1932–1933 |
| Carlos de Barros                    | 1933–1937 |
| Frederico Jorge Sobrinho            | 1937      |
| José Martins                        | 1937–1940 |
| Benedito Wenceslau Carneiro         | 1940      |
| Jaime Matias Ricão                  | 1940      |
| Romeu de Andrade Lourenção          | 1940–1942 |
| Aristóteles Ferreira                | 1942–1944 |
| Antônio Ezequiel Feliciano da Silva | 1944–1945 |
| Athiê Jorge Coury                   | 1945–1971 |
| Vasco José Faé                      | 1971–1975 |
| Modesto Roma                        | 1975–1978 |
| Rubens Quintas Ovalle               | 1978–1982 |
| Ernesto Vieira da Silva             | 1982–1983 |
| Milton Teixeira                     | 1984–1986 |
| Manuel dos Santos Sá                | 1987–1988 |
| Otávio Adegas                       | 1988      |
| Miguel Assad Macool Filho           | 1988–1989 |
| Antônio Aguiar Filho                | 1989–1991 |
| Marcelo Teixeira                    | 1992–1993 |
| Miguel Kodja Neto                   | 1994      |
| Samir Jorge Abdul-Hak               | 1994–1999 |
| Marcelo Teixeira                    | 2000–2009 |
| Luis Álvaro de Oliveira Ribeiro     | 2010–2013 |
| Odílio Rodrigues                    | 2014      |
| Modesto Roma Júnior                 | 2015–2017 |
| José Carlos Peres                   | 2018–2020 |
| Orlando Rollo                       | 2020      |
| Andrés Rueda                        | 2021–2023 |
| Marcelo Teixeira                    | 2024–     |